# Enfantin (Les Simpson)
Pour les articles homonymes, voir Enfantin.
Enfantin (Barthood, titre original-« valise » à partir de Bart et du film dont il s'inspire, Boyhood) est le neuvième épisode de la vingt-septième saison de la série télévisée Les Simpson et le 583e épisode de la série. Il est sorti en première sur le réseau Fox le 13 décembre 2015, en tant qu'épisode de Noël (Tradition des contes de Noël).
Cet épisode est entièrement consacré à une variation sur le thème du film Boyhood (sorti en 2014 avec Ethan Hawke et Patricia Arquette). Dans cet épisode hors du commun, de nombreuses révélations sont faites (ou reprises d'épisodes précédents) sur les principaux personnages des Simpson.

## Synopsis
L'épisode commence en 2012 avec Bart âgé de six ans qui pose des questions toutes simples à Homer. Celui-ci est victime d'une mauvaise chute et le jeune garçon doit rester pendant un temps chez Abraham avec lequel il tisse des liens très forts.
Deux ans plus tard, Bart essaie de se faire bien voir auprès de ses parents, mais cela ne l'amène qu'à aggraver la situation. Une psychologue pense que Bart agit ainsi parce que son père ne lui porte pas assez d'attention. Homer emmène alors son fils voir un match de hockey et quand ils rentrent, Bart est énervé de voir que Lisa est plus populaire que lui et qu'il ne peut même pas offrir un cadeau digne de ce nom à Homer.
En 2018, Bart est agacé de voir que Lisa lui fait même de l'ombre le jour de son propre anniversaire. Il va alors rendre visite à Abraham qui lui donne un BMX. En 2021, Bart a désormais quinze ans et alors que Marge et Lisa partent en week-end, Homer a une dernière chance de pouvoir se réconcilier avec son fils, mais le chef Wiggum gâche tout. Bart est devenu un grand cascadeur. Il va alors participer à une compétition en 2024, mais là encore, Lisa lui fait littéralement de l'ombre. Alors qu'ils se rendent à une fête où leur remise de diplôme aura lieu, Bart et Lisa ont une confrontation. Bart est devenu un grand caricaturiste et décide d'exploiter ce don. En 2026, Bart a une grande surprise pour Lisa. Il lui a dédicacé une fresque murale.
Finalement, en 2036, Homer répond aux questions que Bart lui posait enfant.